# Marcel Wanders

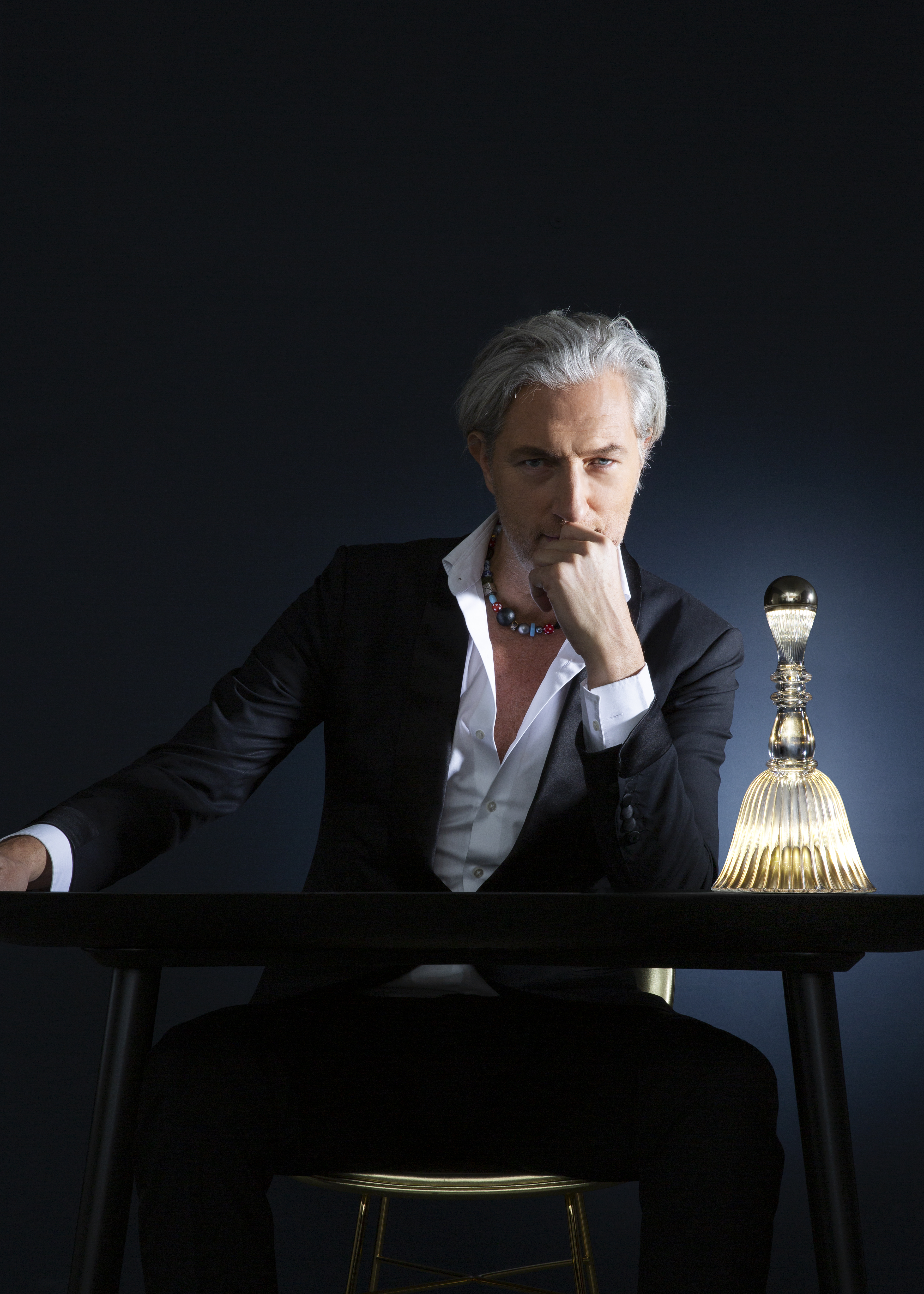
RAMUN Bella 2019.

Marcel Wanders (Boxtel, 2 luglio 1963) è un designer olandese.

## Biografia
Wanders è nato e cresciuto a Boxtel, Paesi Bassi, e si è diplomato con lode all'Istituto d'arte di Arnhem nel 1988, dopo aver frequentato per breve tempo l'accademia di Eindhoven. Wanders ha ricevuto il riconoscimento internazionale per la sua ' Knotted Chair', prodotta dal brand design olandese Droog, nel 1996. La ' Knotted Chair' da allora è stato inserito nella collezione permanente del Museo di Arte Moderna di New York.
Lavora nel suo studio di Westerhuis, nel quartiere Jordaan di Amsterdam. Progetta per produttori di tutto il mondo, quali: Alessi, B & B Italia, Bisazza, Ceramica Bardelli, Poliform, Moroso, Flos, Boffi, Cappellini, Olivari, Magis, Droog e Moooi (fondata nel 2000, di cui è l'art director e co-proprietario).
Nel 2005, insieme allo chef Peter Lute, ha sviluppato il concetto Lute Suites, il primo albergo del mondo "all over city suites" , che si trova appena al di fuori Amsterdam. Ha progettato gli interni di Blits, un ristorante a Rotterdam, così come l'interno del ristorante 'Thor' presso l'Hotel on Rivington a New York City, comprese le TIC bar, lounge e club privato. Nel 2007 Wanders ha collaborato con abbigliamento sportivo Puma per accessori da spiaggia.
Wanders è stato sulle copertine di tutte le riviste di design più importanti e sui giornali: come Domus, Interni, Blueprint, Design Report, ID, Abitare, Wallpaper, Nylon, Elle Decoration, Icon, Esquire, l'International Herald Tribune, The Washington Post, Financial Times, il New York Times, business Week.

## Progetti
- Knotted Chair (1996)
- Egg Vase (1997)
- Snotty Vase (2001)
- V.I.P. Chair (2000)
- Carbon Chair (2004)
- Crochet Chubby Low Armchair (2006)
- Skygarden S1 (2007)
- Westerhuis, Amsterdam, Netherlands (2008)
- Mondrian South Beach, Miami, Florida, United States (2008)
- Villa Moda, Bahrain (2009)
- Casa Son Vida, Palma, Mallorca, Spain (2009)
- Kameha Grand, Bonn, Germany (2009)
- COSME DECORTE 'AQMW' (Absolute Quality Miracle Wonder) Skin Care (2010)
- Monster Chair (2010)
- Tableware for KLM (2011) [7]
- 'Dressed' tableware for Alessi (2011)
- COSME DECORTE 'AQMW' Absolute Quality Miracle Wonder)Makeup (2012)
- Dolce Vita handle for Olivari (2014)
- RAMUN Bella (In Collaboration with Alessandro Mendini, 2019)

## Premi e riconoscimenti
- Ava Ceramic Award (1997)
- George Nelson Award, Interiors Magazine (2000)
- Vredeman de Vries Vormgevingsprijs (2003)
- Elle Decoration Designer of the Year (2005)
- Elle Decoration Designer of the Year (2006)
- Visionary!, Museum of Arts and Design, New York City, New York, USA (2007)
- Collab Design Excellence Award, Philadelphia Museum of Art (2009)
- Good Design Award ('Dressed tableware for Alessi) (2011)